# St. Gotthard im Mühlkreis
St. Gotthard im Mühlkreis ist eine Gemeinde im Oberen Mühlviertel im Bezirk Urfahr-Umgebung in Oberösterreich mit 1325 Einwohnern (Stand 1. Jänner 2024).

## Geografie
St. Gotthard im Mühlkreis liegt auf einer Höhe von 473 m ü. A. im Oberen Mühlviertel. Die Ausdehnung beträgt von Nord nach Süd 5,0 und von West nach Ost 5,0 Kilometer. Die Gesamtfläche umfasst 11,99 Quadratkilometer. Der höchste Punkt der Gemeinde liegt mit 517 m ü. A. in der Ortschaft Grasbach, der niedrigste mit 276 m in Rottenegg.

### Gemeindegliederung
Das Gemeindegebiet umfasst folgende Ortschaften (in Klammern Einwohnerzahl Stand 1. Jänner 2024):
- Eschelberg (214)
- Grasbach (83)
- Haselwies (82)
- Maierleiten (53)
- Mühlholz (12)
- Oberstraß (137)
- Rottenegg (440)
- St. Gotthard im Mühlkreis (304)

Die Gemeinde liegt im Gerichtsbezirk Urfahr.
Das Gemeindeamt und der Kindergarten befinden sich in Rottenegg. Das etwa 200 m höher gelegene St. Gotthard beherbergt neben der spätbarocken Pfarrkirche den Pfarrhof und die Volksschule. Der an der Mühlkreisbahn gelegene Bahnhof Rottenegg befindet sich auf dem Gemeindegebiet von Walding.

### Nachbargemeinden
|                          | Herzogsdorf                                 |              |
| Feldkirchen an der Donau | Kompassrose, die auf Nachbargemeinden zeigt | Gramastetten |
|                          | Walding                                     |              |

## Geschichte
Wie ein Steinbeilfund bei der Pfarrkirche zeigt, war das Gemeindegebiet von St. Gotthard bereits in der Steinzeit besiedelt. Vom Mittelalter bis ins 19. Jahrhundert profitierte die Gegend wirtschaftlich aufgrund ihrer Lage an der Krumauer Reichsstraße, einem Teilstück der 1142 erstmals urkundlich erwähnten Via Regia zwischen Linz und Böhmen. Der rege Handelsverkehr führte zum Bau der Burgen Eschelberg (vor 1205) und Rottenegg (vor 1285).
Im Jahr 1558 wird der Ortsname bei der Nennung eines gewissen „Hannß von Sanndt Gothart“ erstmals urkundlich erwähnt.
Im 17. Jahrhundert wurde am Ort der heutigen Pfarrkirche eine dem Hl. Godehard geweihte Kapelle errichtet, die 1711 durch Graf Gundacker von Starhemberg zu einer Kirche im spätbarocken Stil umgestaltet wurde.
Ursprünglich im Ostteil des Herzogtums Bayern gelegen, gehörte der Ort seit dem 12. Jahrhundert zum Herzogtum Österreich. Von 1490 an wird er dem Fürstentum Österreich ob der Enns zugerechnet.
Während der Napoleonischen Kriege wurde der Ort mehrfach besetzt.
Nachdem St. Gotthard ab 1875 mit Herzogsdorf und Stamering gemeinsam verwaltet worden war, wurde es 1888 aufgrund einer Petition vom Oberösterreichischen Landtag als eigene Gemeinde wiedererrichtet. 1951 erfolgte die Eingliederung des nördlichen Teils der Ortschaft Grasbach sowie die Umbenennung der Gemeinde von St. Gotthard in St. Gotthard im Mühlkreis.

### Bevölkerungsentwicklung
Das starke Wachstum von 1981 bis 2001 erfolgte, da sowohl die Geburtenbilanz als auch die Wanderungsbilanz positiv waren. Von 2001 bis 2011 hob die Abwanderung die positive Geburtenbilanz auf.

## Kultur und Sehenswürdigkeiten

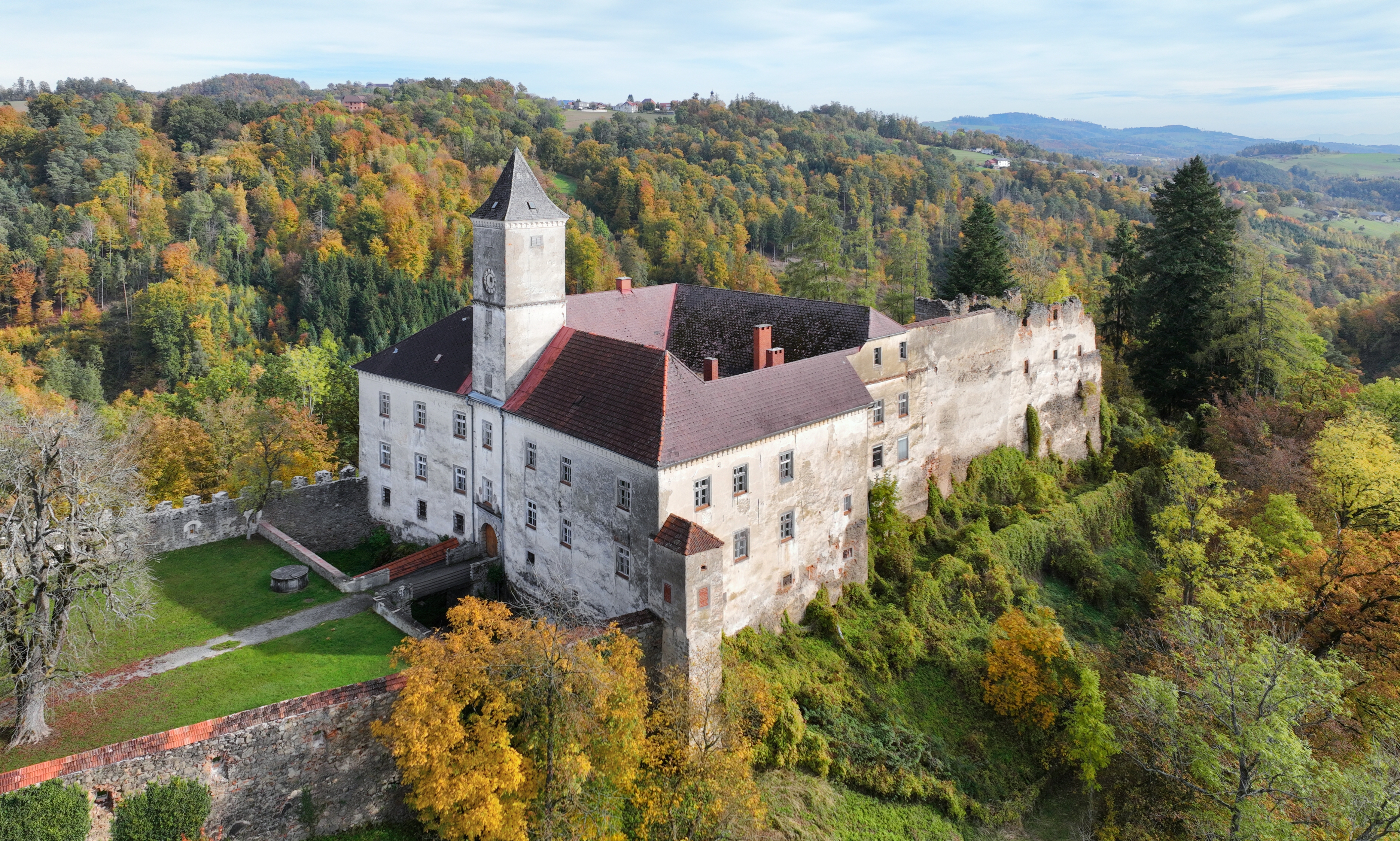
Schloss Eschelberg

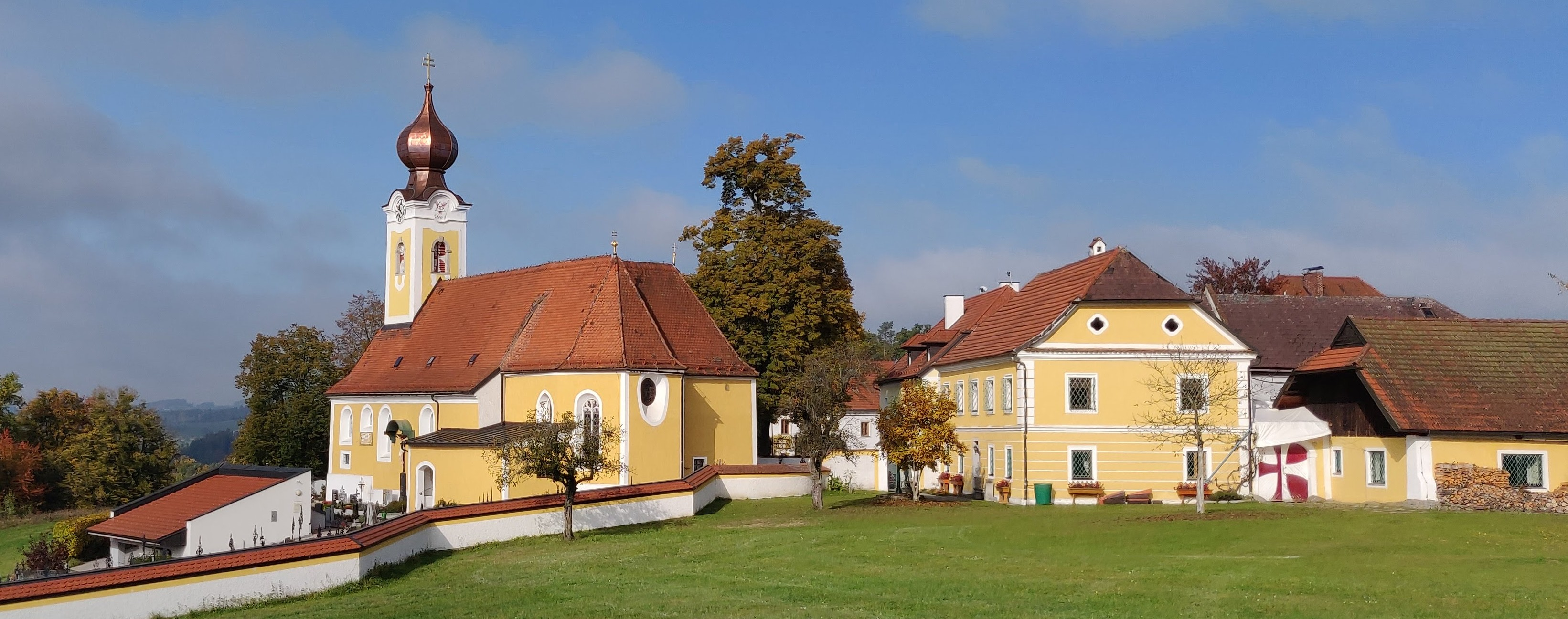
Pfarrkirche St. Gotthard im Mühlkreis und Pfarrhof

- Burgruine Rottenegg: Ruine einer mittelalterlichen, Ende des 16. Jahrhunderts zum Schloss umgebauten Burganlage
- Schloss Eschelberg: zu einem Renaissanceschloss erweiterte Burganlage
- Katholische Pfarrkirche St. Gotthard im Mühlkreis: spätbarocke Bergkirche, 1835 erhielt sie mit dem charakteristischen Zwiebelturm ihre heutige Gestalt.

## Wirtschaft und Infrastruktur
Von den 12 Quadratkilometern Gemeindefläche werden 7,3 landwirtschaftlich genutzt und 3,5 Quadratkilometer sind Wald. Diese Flächen werden von 51 Landwirten bearbeitet, 18 davon sind Vollerwerbsbauern (Stand 2010). Der Produktionssektor bot 24 Arbeitsplätze, im Dienstleistungssektor waren 84 Personen beschäftigt.
Im Jahr 2011 lebten 650 Erwerbstätige in St. Gotthard im Mühlkreis. Davon arbeiteten 96 in der Gemeinde und 554 pendelten aus.

### Bildung
In St. Gotthard im Mühlkreis werden angeboten:
- Kindergarten
- Volksschule
- Bibliothek
- Musikunterricht
- Jugendcoaching
- Begegnungszentrum

### Verkehr
- Eisenbahn: Die Südwestgrenze entlang verläuft die Mühlkreisbahn. Der nächste Bahnhof Rottenegg ist mit dem öffentlichen Bus in 8 Minuten erreichbar.[11]
- Straße: Die wichtigste Straßenverbindung ist die Rohrbacher Straße B127.

## Politik

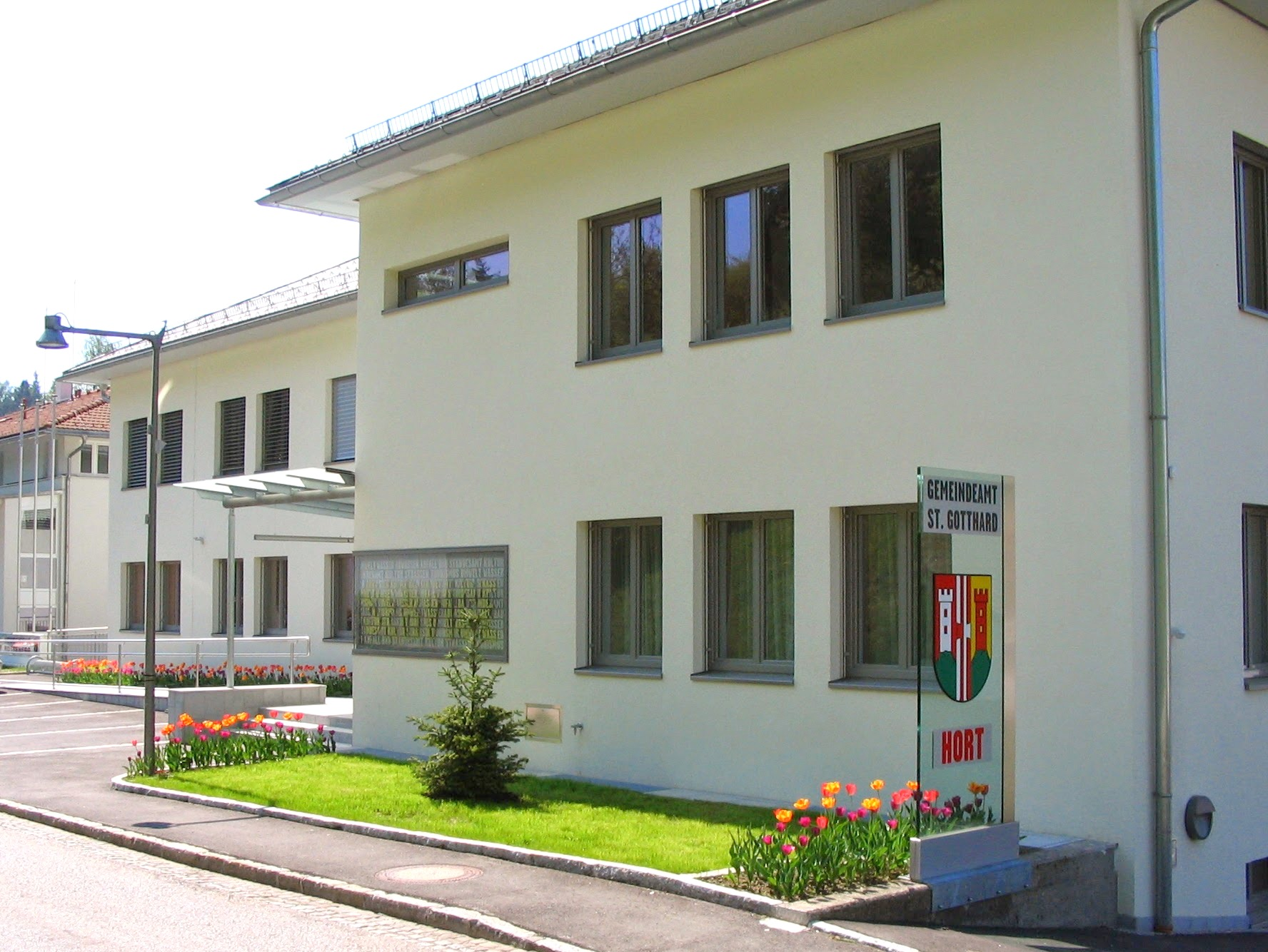
Gemeindeamt St. Gotthard

### Gemeinderat
Der Gemeinderat hat 19 Mitglieder.
- Mit den Gemeinderats- und Bürgermeisterwahlen in Oberösterreich 1997 hatte der Gemeinderat folgende Verteilung: 11 ÖVP, 6 SPÖ und 2 FPÖ.[12]
- Mit den Gemeinderats- und Bürgermeisterwahlen in Oberösterreich 2003 hatte der Gemeinderat folgende Verteilung: 10 ÖVP, 8 SPÖ und 1 FPÖ.[13]
- Mit den Gemeinderats- und Bürgermeisterwahlen in Oberösterreich 2009 hatte der Gemeinderat folgende Verteilung: 11 ÖVP, 5 SPÖ, 2 FPÖ und 1 UNS.[14]
- Mit den Gemeinderats- und Bürgermeisterwahlen in Oberösterreich 2015 hatte der Gemeinderat folgende Verteilung: 9 ÖVP, 7 SPÖ und 3 FPÖ.[15]
- Mit den Gemeinderats- und Bürgermeisterwahlen in Oberösterreich 2021 hat der Gemeinderat folgende Verteilung: 12 ÖVP, 4 SPÖ und 3 GRÜNE.[16]

### Bürgermeister
Bürgermeister seit 1889 waren:
| Amtszeit  | Name                 | Amtszeit  | Name                      |
| --------- | -------------------- | --------- | ------------------------- |
| 1889–1909 | Johann Bräuer        | 1944–1965 | Franz Zaglbauer           |
| 1909–1913 | Leopold Limberger    | 1965–1967 | Johann Pühringer          |
| 1913–1938 | Florian Sachsenhofer | 1967–1991 | Franz Öllinger            |
| 1938–1941 | Friedrich Lutz       | 1991–2021 | Johannes Rechberger (ÖVP) |
| 1941–1944 | Franz Fritz          | 2021–     | Manfred Wurzinger (ÖVP)   |

### Wappen
Blasonierung: Von Rot und Gold gespalten durch einen Pfahl, der von Silber und Rot gespalten und mit einem geradarmigen Tatzenkreuz in gewechselten Farben belegt ist; beiderseits auf grünen Felsen je ein Zinnenturm, rechts ein silberner, links ein roter, mit zwei durchbrochenen Fenstern übereinander.
Die Gemeindefarben sind Weiß-Grün.

## Persönlichkeiten

### Söhne und Töchter der Gemeinde
- Ludwig Hann (1827–1867), Rechtsanwalt und Politiker, Mitglied des Abgeordnetenhauses 1861–1865[19]
- Leopold Hager (1889–1972), Propst des Stiftes St. Florian 1944–1968
- Leopold Wurzinger (1921–2011), Richter und Präsident des Obersten Gerichtshofes 1983–1986
- Felix Luckeneder (* 1994), Fußballspieler[20]

### Mit der Gemeinde verbundene Persönlichkeiten
- Georg Gienger von Rotteneck (1496–1577), Vizekanzler des Heiligen Römischen Reichs und ua Herr zu Rottenegg
- Franz Freindaller (1753–1825), Pfarrer von St. Gotthard
- Hermann Scheinecker (1946–2020), Pfarrer von St. Gotthard 1988–2020